# Steger (Illinois)
Steger es una villa ubicada en el condado de Will en el estado estadounidense de Illinois. En el Censo de 2010 tenía una población de 9570 habitantes y una densidad poblacional de 1.069,77 personas por km².

## Geografía
Steger se encuentra ubicada en las coordenadas 41°28′20″N 87°37′4″O / 41.47222, -87.61778. Según la Oficina del Censo de los Estados Unidos, Steger tiene una superficie total de 8.95 km², de la cual 8.95 km² corresponden a tierra firme y (0%) 0 km² es agua.

## Demografía
Según el censo de 2010, había 9570 personas residiendo en Steger. La densidad de población era de 1.069,77 hab./km². De los 9570 habitantes, Steger estaba compuesto por el 71.62% blancos, el 19.53% eran afroamericanos, el 0.3% eran amerindios, el 1% eran asiáticos, el 0% eran isleños del Pacífico, el 4.48% eran de otras razas y el 3.06% pertenecían a dos o más razas. Del total de la población el 14.18% eran hispanos o latinos de cualquier raza.